# اولیاءکول
اولیاءکول (به قزاقی:Әулиекөл، اۋليەكول) یک منطقهٔ مسکونی در قزاقستان است که در شهرستان اولیاءکول واقع شده‌است. اولیاءکول ۱۱٬۶۹۲ نفر جمعیت دارد.